# Stanisław Lauterbach-Zarzewski

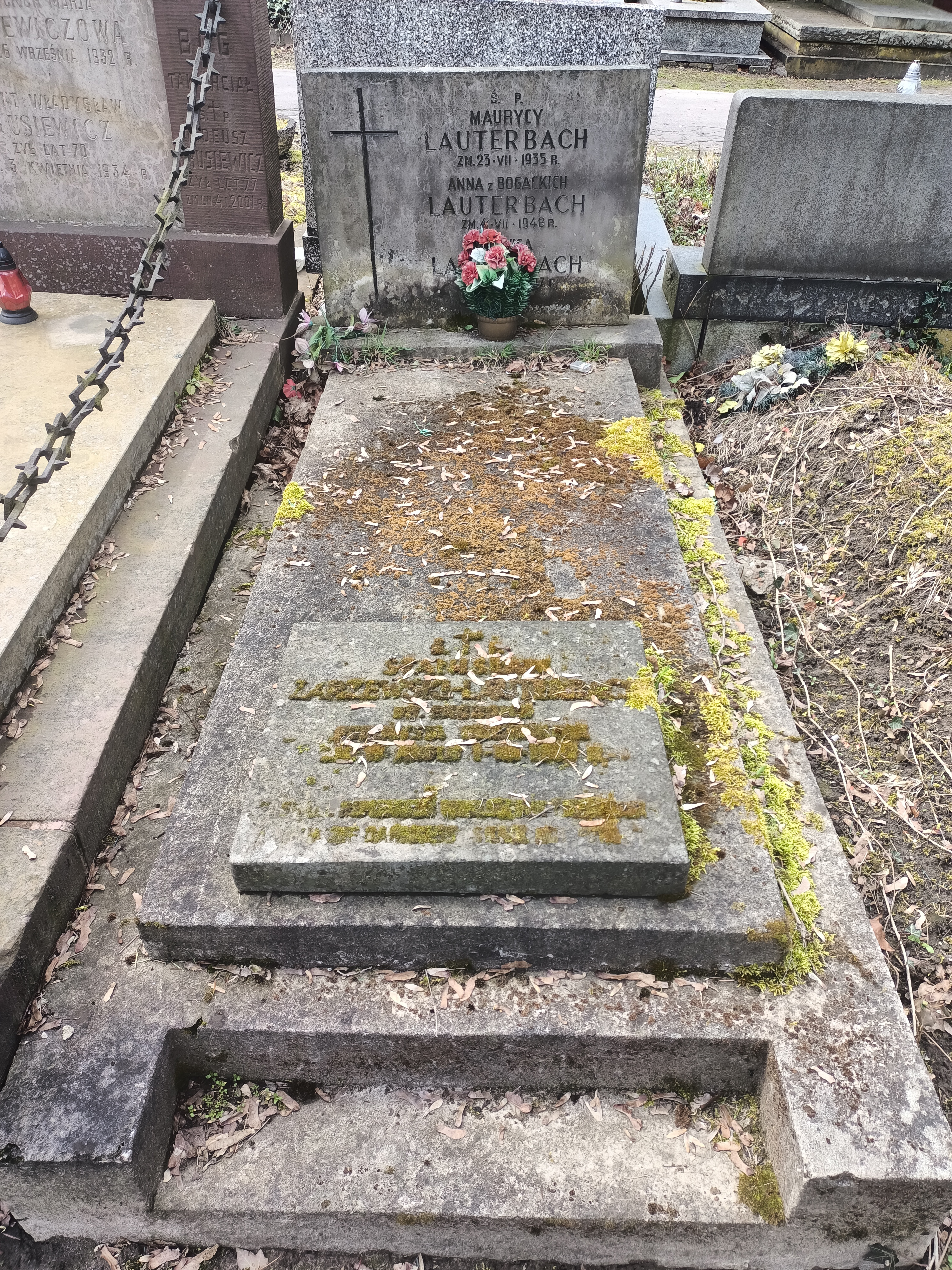
Grób Stanisława Lauterbacha-Zarzewskiego na Cmentarzu Powązkowskim

Stanisław Lauterbach-Zarzewski (ur. 7 lutego 1896 w Łodzi, zmarł 1 marca 1971 pod Londynem) – polski publicysta gospodarczy, twórca, redaktor i wydawca pisma Polityka Gospodarcza.

## Życiorys
Był synem Maurycego Lauterbacha. W 1915 ukończył Szkołę Handlową Kupiectwa Łódzkiego, następnie rozpoczął studia prawnicze na Uniwersytecie Warszawskim, które ukończył w 1922 (studia przerywał z uwagi na służbę wojskową). Po ukończeniu studiów pracował początkowo w łódzkim oddziale Banku Handlowego w Warszawie, następnie prowadził biuro oceny zdolności kredytowej przedsiębiorców, współpracując ze Związkiem Banków w Polsce.
Na początku lat 30. został sekretarzem zarządu Towarzystwa Polityki Gospodarczej Włókiennictwa Polskiego, wydawał ekonomiczny biuletyn towarzystwa. W 1933 wydał broszury Finasowanie przez Skarb życia prywatno-gospodarczego i Przymus kartelowy na żądanie przemysłu. Od 1935 wydawał i redagował pismo Polityka Gospodarcza.
Był krytykiem etatystycznej i sprzyjającej kartelom polityce państwa. Nie zgadzał się z założeniami inwestycyjnego programu Eugeniusza Kwiatkowskiego, uważał, że konieczne jest raczej popieranie rozwoju przedsiębiorczości. W ostatnim okresie przed II wojną światową złagodził swoje antyinterwencjonistyczne stanowisko, wskazując na konieczność rozwoju przemysłu zbrojeniowego z udziałem Państwa.
W latach 1939–1941 przebywał na obszarze zajętym przez Związek Radziecki, który opuścił z Armią Andersa. Służył w propagandzie wojskowej. Po wojnie pozostał na emigracji w Wielkiej Brytanii. Publikował w The Guardian oraz polskiej prasie emigracyjnej, w tym w latach 50. w paryskiej Kulturze.
W 1926 ożenił się z Eugenią Zarzewską, z którą miał córkę Wandę. Po II wojnie światowej swoje publikacje podpisywał panieńskim nazwiskiem żony.
Pochowany na cmentarzu Powązkowskim (kwatera 257a-5-6).